# Invading My Mind
"Invading My Mind" é uma canção da cantora norte-americana Jennifer Lopez, gravada para o seu sétimo álbum de estúdio Love?. Foi escrita por RedOne, AJ Junior, BeatGeek, Teddy Sky, Bilal "The Chef" e Jimmy Joker, sendo que a produção ficou a cargo de RedOne, Lopez, Lady Gaga, Geek e Joker. A sua gravação decorreu nos estúdios Cove em Nova Iorque e Henson Recording Studios, em Los Angeles, na Califórnia. Embora não tenha recebido qualquer tipo de lançamento em destaque, devido às vendas digitais após a edição do trabalho de originais, conseguiu entrar e alcançar a décima posição na tabela musical da Coreia do Sul, South Korea Gaon International Chart. 
A canção deriva de origens estilísticas electropop e dance, sendo que o seu arranjo musical consiste no uso de vocais, sintetizadores e guitarra. Liricamente, segundo a própria cantora, o tema fala sobre ser atacado pela sensação de ser envolvido mentalmente pelo sentimento. "Invading My Mind" recebeu análises positivas por parte dos profissionais, em que alguns consideraram-na semelhante a "Beautiful Life" da banda sueca Ace of Base e aos trabalhos da australiana Kylie Minogue. Os analistas também compararam a faixa a "On the Floor" da própria Jennifer, contudo, sublinharam uma "sensação mais groove". 

## Estilo musical e letra
"Invading My Mind" é uma canção que deriva do género musical electropop, com uma duração de três minutos e vinte segundos (3:20). Foi escrita por RedOne, AJ Junior, BeatGeek, Teddy Sky, Bilal "The Chef" e Jimmy Joker, sendo que a produção ficou a cargo de RedOne, Lopez, Lady Gaga, Geek e Joker. Kuk Harrell gravou, produziu e editou os vocais de Lopez nos estúdios Cove em Nova Iorque e Henson Recording Studios, em Los Angeles, na Califórnia, com ajuda adicional na edição por Chris "Tek" O'Ryan. Trevor Muzzy foi o responsável pela mistura da faixa, além da engenharia, programação e instrumentos em conjunto com RedOne, BeatGeek e Joker.
Melinda Newman do portal HitFix descreveu o tema como um "número robótico de dança, acelerado e tingido de eurodance", enquanto que Swagata Panjari do Radio and Music chamou-o de "estrondo de discoteca" com "batidas de muita energia". Musicalmente, contém um quase "ritmo duplicado" de "On the Floor", mas com arranjos eletrónicos mais concentrados e pausas "que proporcionam uma sensação mais groove". A música recebeu comparações a "Beautiful Life" de 1995 pela banda sueca Ace of Base e ao repertório da cantora australiana Kylie Minogue. Liricamente, segundo a própria cantora, o tema fala sobre ser atacado pela sensação de ser envolvido mentalmente pelo sentimento.
Enquanto trabalhava com o marroquino RedOne, Lopez afirmou que este "trouxe ao de cima o seu melhor", algo que a cantora acredita que se deve à herança marroquina, sueca e americana do produtor. "Ele é incrível. É uma das pessoas mais agradáveis e tem um espírito lindo. Consegue criar algo que o mundo inteiro vai adorar e que tem provavelmente a ver com sua experiência internacional. Algumas pessoas podem produzir dance, os outros algo mais urbano ou pop, mas Nadir faz tudo isso e entende de que é feito um sucesso [musical] a todos os níveis", confidenciou Jennifer.

## Receção pela crítica
Após o seu lançamento, a faixa obteve uma receção geralmente positiva por parte dos média especializados. Monica Herrera da revista Billboard considerou que RedOne e Gaga trazem o "potencial do sucesso", enquanto que Lopez "traz o calor", concluindo que era "uma libertação irresistível da euforia dos anos 80". Tim Stack da Entertainment Weekly atribuiu a classificação de B+ à melodia, notando o seguinte: "Lembram-se de quando o pensamento de Jennifer Lopez em lançar boa música era tão provável quanto uma sequência de Angel Eyes? Bem, mal o nosso. A jurada de American Idol subiu nas tabelas [musicais] com o cântico de Ibiza 'On the Floor'. Agora uniu-se com o amigo de Gaga, RedOne, para este apropriadamente chamado pedaço de prazer pop: Assim que o estrondo de discoteca atinge os seus ouvidos, a bem ou a mal, não irá ser capaz de tirá-lo da sua cabeça". Tanner Stransky, editor da mesma publicação que Stack, fez igualmente uma critica positiva em relação à obra, argumentando que entre "On the Floor" e "Invading My Mind", Jennifer "fez realmente um retorno brilhante às suas raízes extremas de discoteca/'Waiting for Tonight'". Stransky afirmou ainda que a sonoridade "pode ser mais rasa do que uma piscina infantil, mas sobe a partir do primeiro segundo... e nunca diminui".
Robert Copsey do sítio Digital Spy, que apesar de afirmar que a música não é nada "que não tenha ouvido antes", era digna de um lançamento independente. Shane Phoenix do Hot Spots discordou de Copsey, afirmando que "a letra é um pouco repetitiva para ser um single de destaque", mas pode, contudo, ser um "grande seguidor a 'On the Floor', se quiser ouvir e tornar a ouvir e a continuar a dançar". Um membro da equipa do portal Idolator escreveu o seguinte: "Num universo paralelo, podemos definitivamente ouvir Gaga a cantar 'Invading My Mind', embora tenha mais em comum com faixas iniciais de Fame do que qualquer coisa que a p-p-p-provocadora tenha feito ultimamente". O analista também afirmou que os versos da obra "lembra-nos uma enorme quantidade do sucesso atual de Lopez produzido por RedOne 'On the Floor'". Sal Cinquemani da Slant Magazine considerou que a cantora "brilha em Love?" e que coloca o relógio nas, e acima, das 120 batidas por minuto, com excepção de "Invading My Mind", que considerou ser algo descartável. Cinquemani, ironicamente, denominou a letra de "poesia", referindo-se à frase: "frio gelado, vapor quente, gotas, gotas de suor".

## Acusações de plágio
Em agosto de 2011, Rebecca Francescatti, uma cantora nascida em Chicago, entrou com uma ação judicial contra Lady Gaga alegando que elementos da sua obra de 1999 "Juda" tinham sido plagiados no single da norte-americana, "Judas". O advogado de Francescatti afirmou o seguinte ao TMZ: "Mesmo que o estilo das músicas seja diferente, a composição, o coro e a melodia são os mesmos. [Francescatti] está a procurar o reconhecimento pelo que criou". Rebecca notou que as semelhanças entre os dois temas poderiam provir do facto de que o seu ex-baixista e engenheiro, Brian Gaynor, estava agora a trabalhar para a empresa responsável pela elaboração de alguns registos do segundo álbum de estúdio de Gaga, Born This Way.
O representante legal de Francescatti alegou em dezembro de 2012 que Gaga usou uma amostra sem licença adicional em "Judas" e, em seguida, incorporou-a igualmente em "Invading My Mind". Foi argumentado que a norte-americana pediu a Lopez para a creditar na sua melodia para "encobrir os seus rastos", sendo que o defensor de Rebecca argumentou que a acusada não contribuiu para a canção. O processo legal provou a existência de mensagens de texto entre Gaga e RedOne que constatavam o uso de amostras do gancho usadas sem licença tanto em "Judas" como em "Invading My Mind".

## Desempenho nas tabelas musicais
Após o lançamento do disco, a faixa conseguiu entrar e alcançar a décima posição na tabela musical da Coreia do Sul, South Korea Gaon International Chart.
| Tabela musical (2011)                    | Melhor posição |
| ---------------------------------------- | -------------- |
| Coreia do Sul - Gaon International Chart | 10             |

## Créditos
Todo o processo de elaboração da canção atribui os seguintes créditos pessoais:
- Jennifer Lopez – vocalista principal, produção;
- RedOne - composição, produção, arranjo vocal, gravação, engenharia, instrumentos, programação;
- AJ Junior - composição;
- BeatGeek - composição, produção, instrumentos, programação;
- Teddy Sky - composição, vocais de apoio;
- Bilal "The Chef" - composição;
- Jimmy Joker - composição, produção, instrumentos, programação;
- Lady Gaga - produção;
- Kuk Harrell – produção, gravação e edição vocal;
- Josh Gudwin – gravação vocal;
- Jim Annunziato – gravação vocal;
- Chris "Tek" O'Ryan – edição vocal, gravação, engenharia;
- Trevor Muzzy – gravação, engenharia, mistura.